# Katedrála Notre-Dame (Amiens)
Katedrála Notre-Dame v Amiens je jedna z nejvýznamnějších staveb francouzské gotiky ve městě Amiens v severní Francii, asi 90 km severně od Paříže. Délkou 145 m je největší středověkou církevní stavbou ve Francii, výškou klenby 45,3 m je na druhém místě za nedokončenou katedrálou v Beauvais a spolu s katedrálami v Chartres a v Remeši tvoří vrcholnou trojici gotických katedrál. Neobyčejně bohatá a pestrá plastická výzdoba patří k vrcholům gotického sochařství a její témata jsou často záhadou. Katedrála je součásti Světového dědictví UNESCO a hlavním kostelem diecéze Amiens.

## Historie
Stavba katedrály začala roku 1220, když předchozí stavba o dva roky dříve vyhořela. Zahájil ji biskup Evrard de Fouilloy podle plánů stavitele Roberta de Luzarches. Stavba začala – proti obyčeji – západním průčelím, v letech 1240–1258 byla pro nedostatek peněz přerušena, ale už o rok později byla hotova. Rychlé dokončení umožnila nová technika typizovaných rozměrů kamenných kvádrů, které se už nemusely individuálně lícovat a na nichž se dalo pracovat pod střechou po celý rok. Práce pak pokračovaly na horní části západního průčelí a jižní věži, která byla dokončena roku 1366, severní věž až počátkem 15. století. Mezi opěrné pilíře bočních lodí katedrály se oproti původnímu plánu vestavěly další kaple. Věžička na křížení je ze 16. století. Další úpravy v 18. a 19. století se týkaly vnitřního zařízení. Katedrála byla vážně poškozena za první světové války, nejcennější části však byly chráněny nebo uklizeny, takže mohla být téměř dokonale obnovena.

## Popis
Katedrála má v západním průčelí dvě věže a tři bohatě zdobené portály, podobně jako oba portály křížové lodi. Má pětilodní chór s věncem kaplí, trojlodní transept a hlavní loď. Vnější délka činí 145 m, vnitřní 133,50 m, výška klenby dosahuje 42,30 m a přesahuje ji jen klenba katedrály v Beauvais. Šířka hlavní lodi je 12,15 m, bočních lodí 6,07 m. Příční loď má rozměry 62 × 29,30 m. Zastavěná plocha činí 7.700 m², objem asi 200.000 m³, což je dvojnásobek objemu pařížské katedrály Notre-Dame. Základy sahají do hloubky 8–9 m a tvoří rošt, na jehož kříženích stojí sloupy. Rozestupy sloupů jsou dodrženy s přesností 1–2 cm.

### Galerie

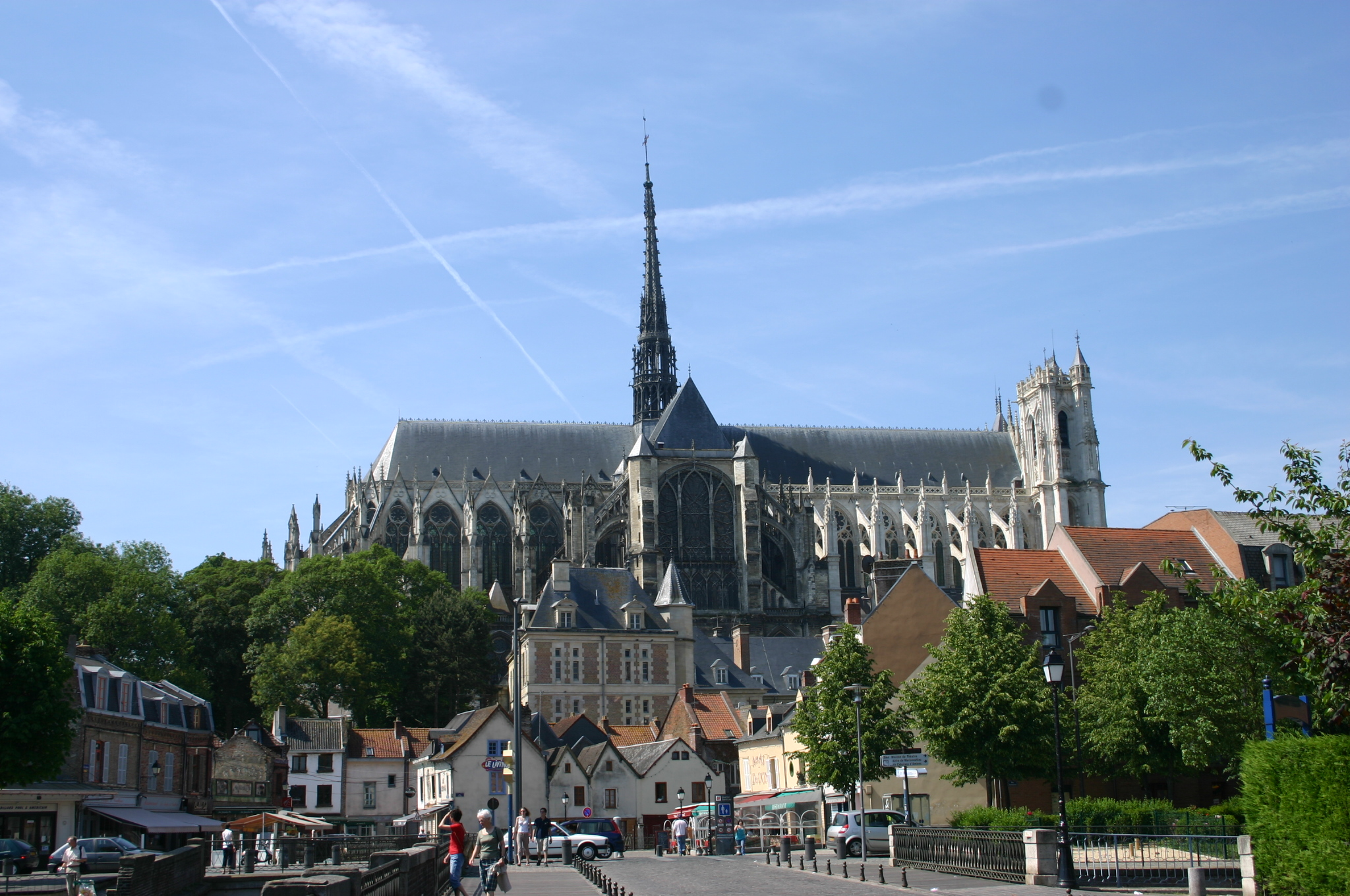
Celkový pohled od severu
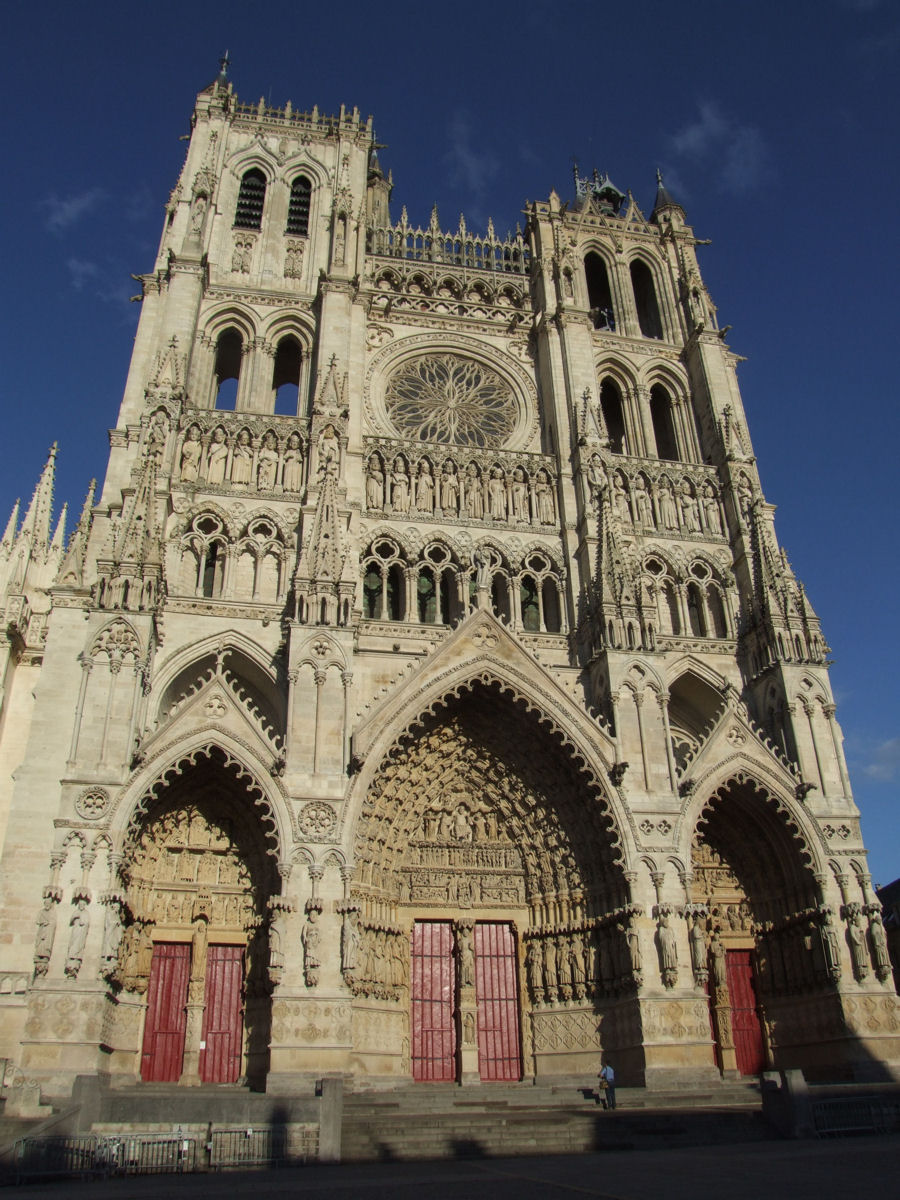
Západní průčelí
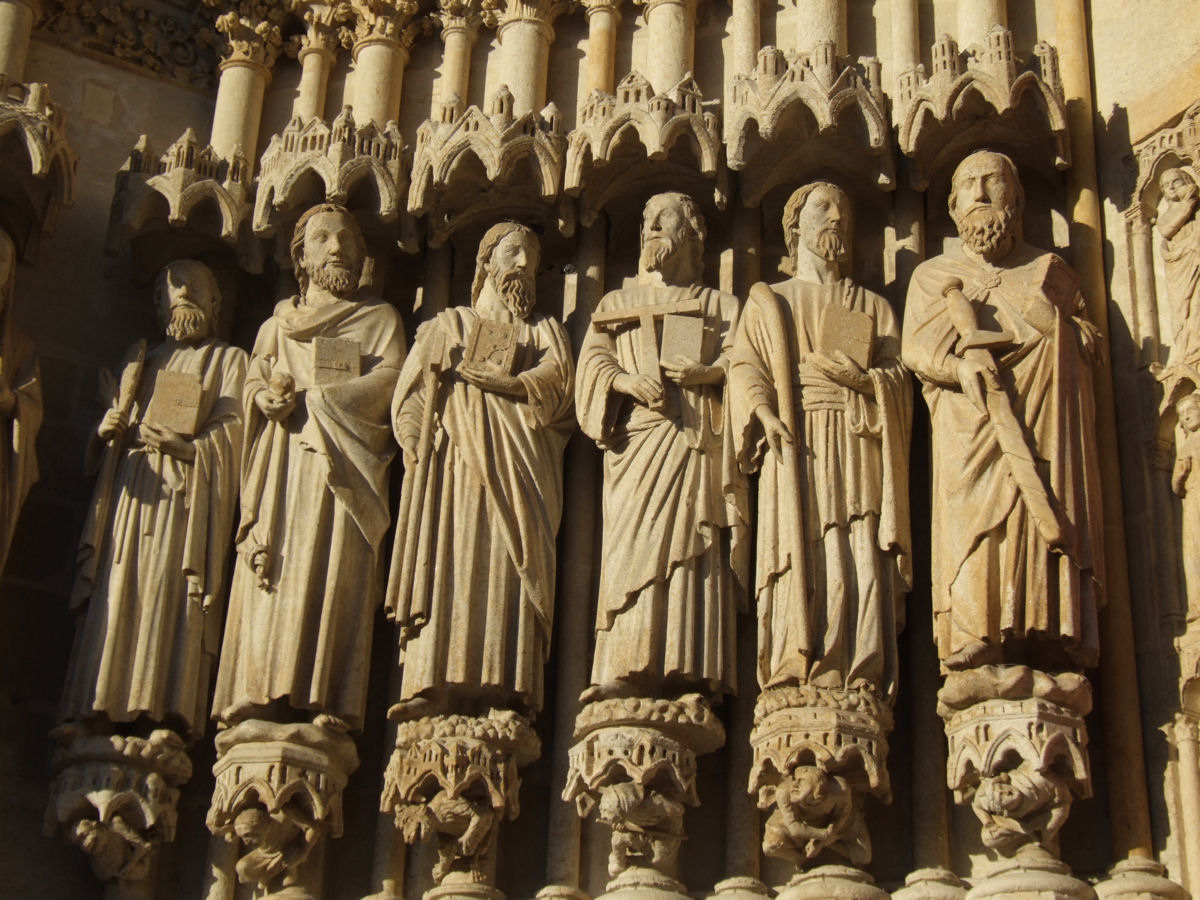
Sochy apoštolů v hlavním portálu
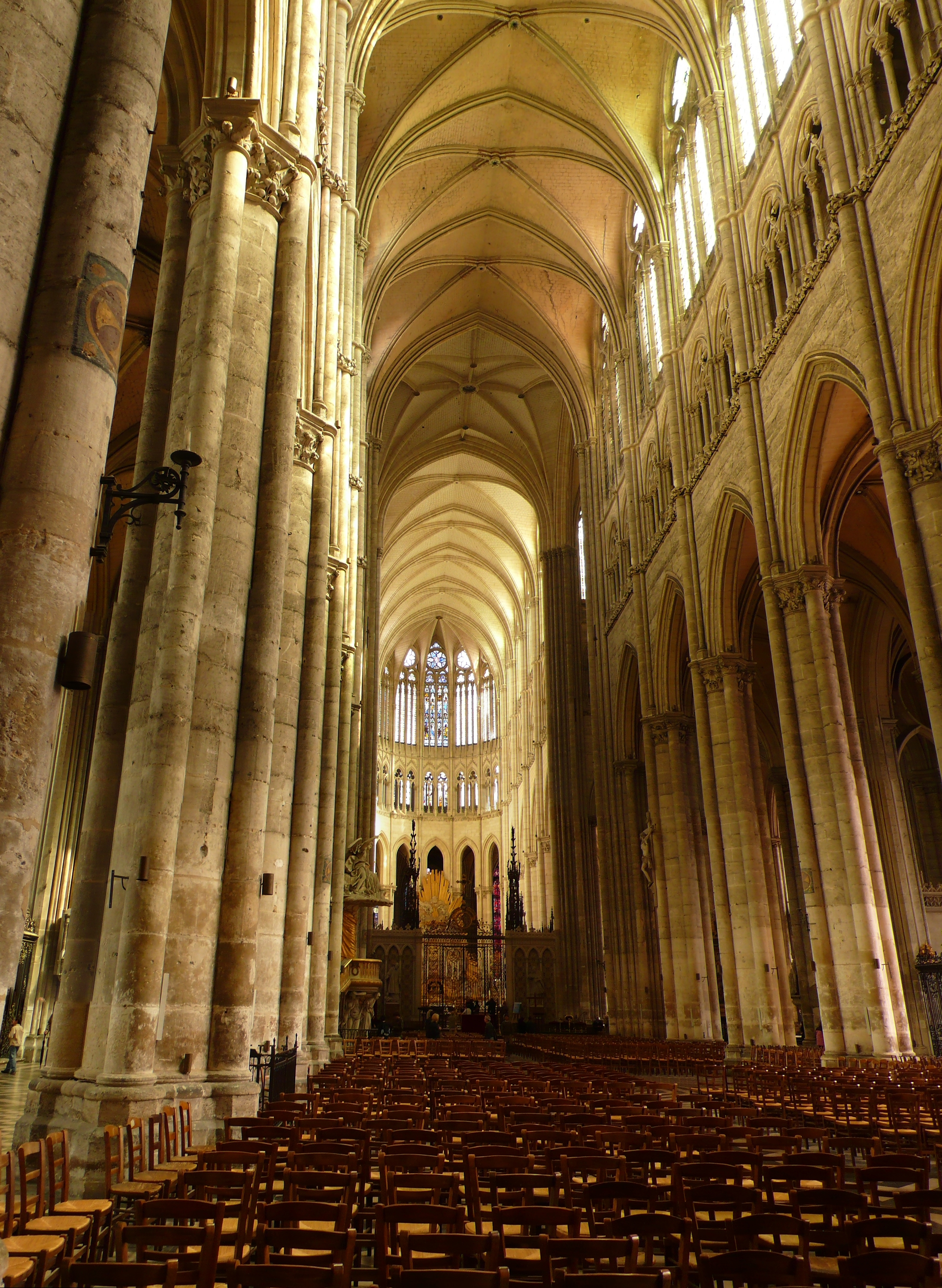
Vnitřek katedrály
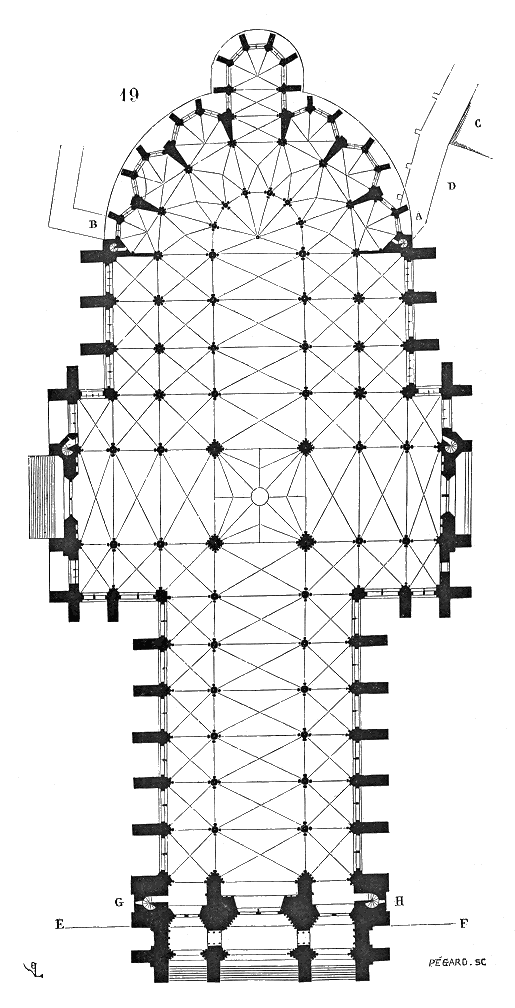
Původní plán katedrály

### Plastická výzdoba
Západní průčelí má nejbohatší sochařskou výzdobu, která se úplně zachovala. Je na něm něco přes 200 soch a množství dalších plastik, úplně dole probíhá pás s asi 130 reliéfy tvaru čtyřlístku ve dvou řadách nad sebou. Znázorňují biblická témata, výjevy z legend, ale je zde také celý zvířetník, zobrazení různých řemesel a prací i motivy spíše hravé, jejichž význam nelze dnes zjistit. Nad třemi nesmírně bohatými portály se sochami a tympanony probíhá první galerie, jež odpovídá vnitřnímu triforiu. Nad ní je královská galerie, další galerie a velká růžice. Vrchní část fasády doplnil v 19. století architekt Eugene Viollet-le-Duc. Věže jsou pokračováním opěrných pilířů a do hloubky jsou nečekaně ploché. Na jižní stěně chóru je socha sv. Kryštofa v nadživotní velikosti a jižní portál s pozlacenou sochou Panny Marie (La Vierge dorée).
|  |  |  |  |  |

### Interiér

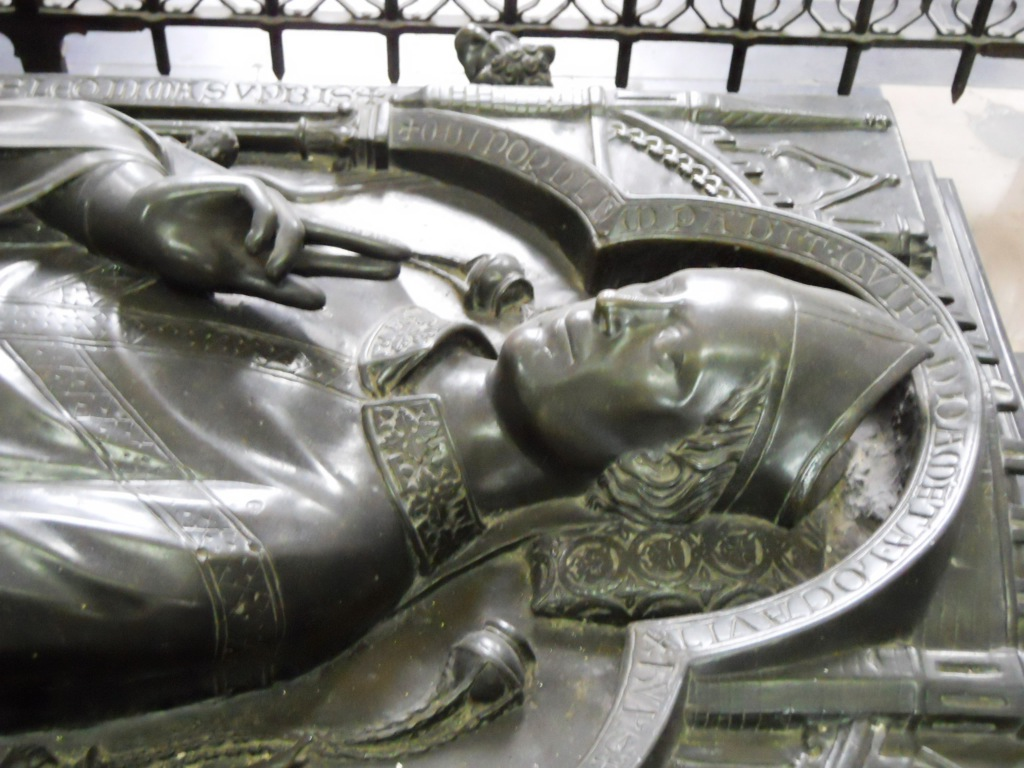
Náhrobek Evrarda de Fouilloy

Vnitřní prostor katedrály je velmi světlý a vznosný a sloupy mezi okny štíhlé. Okna v lodi jsou čtyřdílná, v chóru šestidílná s bohatými kružbami a růžicemi. Dlažbu tvoří bílé a černé dlaždice, uprostřed katedrály uspořádané do labyrintu. V hlavní lodi jsou dva bronzové náhrobky ze 13. století, jeden z nich patří biskupovi Evrardu de Fouilloy, zakladateli stavby. V širokých prostorách bočních lodí chóru jsou polychromované reliéfní legendy sv. Firmina a sv. Jana Křtitele ze 16. století.